# Paris (álbum de Zaz)
Paris es el tercer álbum de estudio de la cantante francesa Isabelle Geffroy, más conocida por su nombre artístico Zaz. El álbum fue publicado el 10 de noviembre de 2014 bajo los sellos discográficos Play On y Warner Music Group.

## Lista de canciones
| N.º | Título                                                     | Letras                                     | Música                       | Intérprete original | Duración |  |
| 1.  | «Paris sera toujours Paris»                                | Albert Willemetz                           | Casimir Oberfeld             | Maurice Chevalier   | 2:58     |  |
| 2.  | «Sous le ciel de Paris»                                    | Jean Dréjac                                | Hubert Giraud                | Édith Piaf          | 3:54     |  |
| 3.  | «La Parisienne»                                            | Françoise Mallet-Joris, Michel Grisolia    | Marie-Paule Belle            | Marie-Paule Belle   | 3:00     |  |
| 4.  | «Dans mon Paris»                                           | Zaz                                        | Guillaume Juhel              | Maurice Chevalier   | 3:18     |  |
| 5.  | «Champs-Élysées»                                           | Michael Deighan (en), Pierre Delanoë (fr)  | Michael Wilshaw              | Joe Dassin          | 2:55     |  |
| 6.  | «À Paris»                                                  | Francis Lemarque                           | Francis Lemarque             | Francis Lemarque    | 3:17     |  |
| 7.  | «J'aime Paris»                                             | Cole Porter (en) y Matthieu Boggaerts (fr) | Cole Porter                  | Cole Porter         | 3:01     |  |
| 8.  | «La Romance de Paris» (dúo con Thomas Dutronc)             | Charles Trenet                             | Charles Trenet, Léo Chauliac | Charles Trenet      | 4:02     |  |
| 9.  | «Paris canaille»                                           | Léo Ferré                                  | Léo Ferré                    | Léo Ferré           | 3:31     |  |
| 10. | «La Complainte de la Butte»                                | Jean Renoir                                | Georges van Parys            | Cora Vaucaire       | 3:19     |  |
| 11. | «J'aime Paris au mois de Mai» (a dúo con Charles Aznavour) | Charles Aznavour                           | Charles Aznavour             | Charles Aznavour    | 4:05     |  |
| 12. | «Paris, l'après-midi» (canción original)                   | Charles Aznavour                           | Ilan Abou, Thierry Faure     | -                   | 2:24     |  |
| 13. | «J'ai deux amours»                                         | Georges Koger, Henri Varna                 | Vincent Scotto               | Joséphine Baker     | 3:26     |  |